# Rybotycze (gmina)
Rybotycze – dawna gmina wiejska istniejąca 1934–1939 i 1941–1954 w woj. lwowskim i rzeszowskim (dzisiejsze woj. podkarpackie). Siedzibą władz gminy były Rybotycze.
Gminę Rybotycze utworzono 1 sierpnia 1934 roku w województwie lwowskim, w powiecie dobromilskim, z dotychczasowych drobnych gmin wiejskich: Borysławka, Jamna Dolna, Jamna Górna, Kopysno, Łodzinka Dolna, Makowa-Kolonja, Makowa Rustykalna, Posada Rybotycka, Rybotycze i Trójca.
Pod okupacją niemiecką 1941-1944 w Landkreis Przemysl w Dystrykcie krakowskim (Generalne Gubernatorstwo) bez zmian terytorialnych. Liczba mieszkańców gminy w 1943 roku wynosiła 6110.
Po wojnie gmina Rybotycze weszła w skład powiatu przemyskiego w nowo utworzonym województwie rzeszowskim. Została zwiększona o:
- zachodnią część przedwojennej gminy Nowosiółki Dydyńskie (podczas wojny jako gmina Hujsko, czyli o gromady: Huwniki, Kalwaria Pacławska z Pacławiem, Leszczyny i Nowosiółki Dydyńskie[5]),
- oraz o gromadę Arłamów z zachodniej części gminy Dobromil, która pozostała w Polsce;
- ponadto z gromady Huwniki wyodrębniono nową gromadę Gruszów, gromadę Makowa Rustykalna zintegrowano z gromadę Makowa-Kolonia, a gromadę Łodzinka Dolna znesiono.

Powojenny skład gminy Rybotycze objął zatem 15 gromad: Arłamów, Borysławka, Gruszów, Huwniki, Jamna Dolna, Jamna Górna, Kalwaria Pacławska, Kopysno, Leszczyny, Makowa-Kolonia, Nowosiółki Dydyńskie, Posada Rybotycka, Rybotycze, Sopotnik i Trójca.
W maju 1948, w związku z korektą granic Polski z ZSRR do gminy Rybotycze włączono gromady Hujsko (z Sokołowem Dobromilskim) i Paportno z radzieckiego rejonu dobromilskiego. Przywrócono też gromadę Łodzinka Dolna, a zniesiono ponownie gromadę Gruszów.
1 stycznia 1952 roku część obszaru gminy Rybotycze (gromady Arłamów, Jamna Dolna, Jamna Górna i Trójca) przyłączono do gminy Wojtkowa, którą jednocześnie przeniesiono z powiatu przemyskiego do nowo utworzonego powiatu ustrzyckiego.
Po zmianach tych gmina Rybotycze była w dniu 1 lipca 1952 podzielona na 13 gromad: Borysławka, Hujsko, Huwniki, Kalwaria Pacławska, Kopysno, Leszczyny, Łodzinka Dolna, Makowa Kolonia, Nowosiółki Dydyńskie, Paportno, Posada Rybotycka, Rybotycze i Sopotnik.
Gmina została zniesiona 29 września 1954 roku wraz z reformą wprowadzającą gromady w miejsce gmin:
Jednostki nie przywrócono 1 stycznia 1973 roku po reaktywowaniu gmin.